# Castelo de Bonnetie
O Château de la Bonnetie é um château na comuna de Sarliac-sur-l'Isle em Dordogne, Nouvelle-Aquitaine, na França.
O Château de la Bonnetie está localizado na margem esquerda do rio Isle, a leste-nordeste da cidade de Sarliac-sur-l'Isle. Consiste em uma casa ladeada por duas torres quadradas. Ao sul, um pombal do século XVII foi preservado.
Está na lista de monumentos históricos desde 1947 por causa de uma de suas torres.